# Белдув
Белдув (пол. Bełdów) — село в Польщі, у гміні Александрув-Лодзький Зґерського повіту Лодзинського воєводства.
Населення — 306 осіб (2011).

## Демографія
Демографічна структура станом на 31 березня 2011 року:
|          | Загалом | Допрацездатний вік | Працездатний вік | Постпрацездатний вік |
| -------- | ------- | ------------------ | ---------------- | -------------------- |
| Чоловіки | 167     | 29                 | 127              | 11                   |
| Жінки    | 139     | 23                 | 87               | 29                   |
| Разом    | 306     | 52                 | 214              | 40                   |